# Надзвичайна державна комісія зі встановлення та розслідування злочинів німецько-фашистських загарбників
Надзвичайна державна комісія зі встановлення і розслідування злодіянь німецько-фашистських загарбників та їхніх спільників і заподіяних ними збитків громадянам, колгоспам, громадським організаціям, державним підприємствам СРСР створена Указом Президії ВР СРСР 2 листопада 1942; складалася з 10-ти осіб на чолі з головою Ради Національностей ВР СРСР М.Шверником. Завданнями Надзвичайної комісії (Н.д.к.) були повний облік злочинів нацистів і завданих ними збитків радянській державі та її громадянам, встановлення осіб нацистських злочинців із метою передавання їх надалі до суду; об'єднання й узгодження відповідної роботи. За Положенням про Н.д.к. від 16 березня 1943 створювалися місцеві комісії для сприяння Н.д.к. у розслідуванні злочинів нацистів. Структура Н.д.к. включала секретаріат, 8 відділів з обліку злочинів проти громадян СРСР та збитків громадян і різних галузей господарства, архів; штат становив 116 осіб.
У роботі зі складання актів було задіяно кілька мільйонів осіб. Матеріали Н.д.к. становили основу обвинувальних документів СРСР на Нюрнберзькому процесі 1945—1946, судових процесах над воєнними злочинцями в Харкові 1943, Києві та інших містах 1945—1946. Опубліковано 27 повідомлень про злочини нацистів на території СРСР та Польщі, 2 томи документів. Діяльність Н.д.к. було припинено РМ СРСР 1951.
За підсумковим звітом Української республіканської комісії (1945), на окупованій території УРСР нацисти знищили до 4,5 млн громадян (прибл. 3,2 млн цивільних та 1,3 млн військовополонених), понад 2 млн громадян примусово вивезли на роботи; зруйнували й спалили 714 міст і селищ міського типу та понад 28 тис. сіл, залишивши без житла близько 10 млн осіб, завдали прямих збитків громадянам і господарству УРСР на 285 млрд карбованців (у цінах 1941).
За сучасними оцінками, найціннішими в матеріалах Н.д.к. є акти місцевих комісій та матеріали допитів свідків, оскільки вони відображають, переважно з погляду жертв, дійсні події. На жаль, достовірність кількісних показників часто виглядає сумнівною. Це пояснюється як об'єктивними (неможливість рівномірного збору інформації, приблизні розрахунки відсутніх даних), так і суб'єктивними (свідоме фальшування винуватців злочинів, приписування всіх руйнувань нацистам та ін.) причинами. При зіставленні даних комісій різного рівня чітко простежується тенденція до округлення і збільшення даних.
Утім, документальний масив Н.д.к. (найповніша колекція — у Державному архіві РФ, ф. 7021) до сьогодні є одним з основних джерел з історії СРСР часів Другої світової війни.